# Ambasciatori austriaci in Baviera

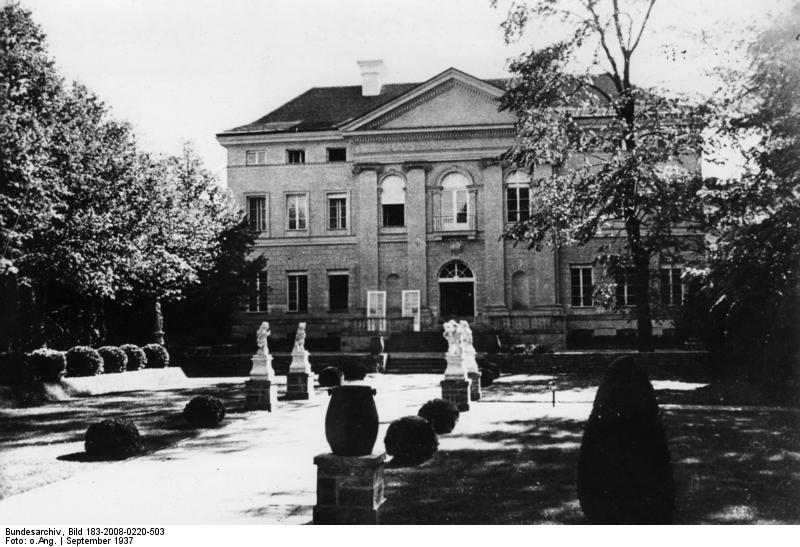
La sede dell'ambasceria austriaca a Monaco, in Königinstraße 1, presso il Prinz-Carl-Palais dal 1876 al 1919.

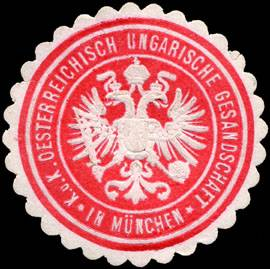
Sigillo dell'ambasciata austriaca a Monaco

L'ambasciatore austriaco in Baviera è il primo rappresentante diplomatico dell'Austria (del Sacro Romano Impero, dell'Impero austriaco e dell'Impero austro-ungarico) in Baviera.

## Sacro Romano Impero
- 1680-1683 Wenzel Ferdinand Popel von Lobkowitz
- 1683-1699 Dominik Andreas I von Kaunitz
- 1699-1702 Anton von Dietrichstein (anche ambasciatore a Bruxelles)
- 1702-1723 Leopold Schlik zu Bassano und Weißkirchen
- 1745-1745 Rudolph Chotek von Chotkow (inviato di Maria Teresa)
  - 1745-1750 Incarico vacante
- 1750-1756 Johann von Widmann
- 1757-1773 Alois von Podstatzky-Liechtenstein
- 1774-1778 Adam Franz von Hartig
- 1778-1787 Franz Sigismund Adalbert von Lehrbach
- 1787-1801 Josef von Seilern
- 1801-1805 Johann Rudolf von Buol-Schauenstein
  - 1801-1807 Interruzione delle relazioni

## Impero austriaco
- 1807-1809 Friedrich Lothar von Stadion
  - 1809-1811 Interruzione delle relazioni
- 1811-1813 Johann von Wessenberg-Ampringen
  - 1813 Interruzione delle relazioni
- 1813-1818 Karl von Hruby
- 1818-1820 Johann von Wessenberg-Ampringen
- 1820-1827 Josef zu Trauttmansdorff-Weinsberg
- 1827-1837 Kaspar von Spiegel
- 1837-1842 Franz de Paula von Colloredo-Wallsee
- 1843 Ludwig Senfft von Pilsach
- 1843 Adolph von Brenner-Felsach
- 1843-1847 Theodor von Kast
- 1847-1850 Friedrich von Thun e Hohenstein
- 1850-1853 Valentin von Esterhàzy
- 1853-1856 Rudolph Apponyi von Nagy-Appony
- 1856-1859 Edmund von Hartig
- 1859-1863 Alexander von Schönburg-Hartenstein
- 1863-1866 Gustav von Blome
- 1866-1868 Ferdinand von Trauttmansdorff

## Impero austro-ungarico
- 1868-1870 Friedrich von Ingelheim
- 1870-1886 Karl Ludwig von Bruck
- 1887-1888 Franz Deym von Střítež
- 1888-1896 Nikolaus von Wrede
- 1896-1905 Theodor Zichy von Zich und Vásonykeö
- 1905-1917 Ludwig Vélics von Làszlôfalva
- 1917-1918 Johann Douglas Thurn und Valsássina